# Université des langues d'Azerbaïdjan
 (mai 2018).
Le contenu est difficilement compréhensible vu les erreurs de traduction, qui sont peut-être dues à l'utilisation d'un logiciel de traduction automatique.

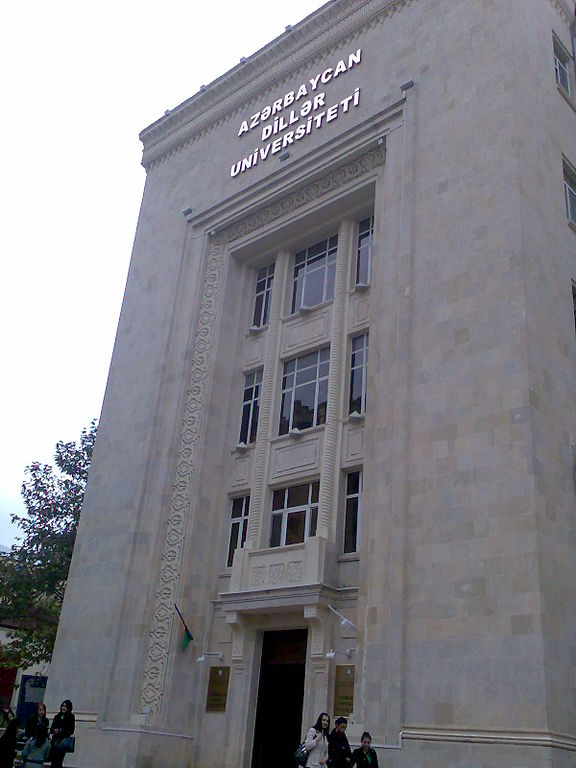
Université des langues d'Azerbaïdjan.

L’université des langues d'Azerbaïdjan (en azéri : Azərbaycan Dillər Universiteti) est une université publique située à Bakou en Azerbaïdjan. 

## Histoire
Après la guerre, le gouvernement de l'Azerbaïdjan a créé l'Institut des Langues Étrangères d'Azerbaïdjan en 1948, mais il a été intégré à l'Institut Azerbaïdjanais de Langue et Littérature Russes en 1959. Enfin, en 1973, l'Institut pédagogique des langues étrangères d'Azerbaïdjan a été créé comme une institution indépendante. En 1996, l'institution a été nommée Institut d'État des Langues d'Azerbaïdjan. En 2000, l'institut a reçu le statut d'université et a été renommé Université des Langues d'Azerbaïdjan (ULA).
Kamal Abdoullayev, philologue azerbaïdjanais né à Bakou en 1950 au sein d'une famille d'intellectuels est le recteur de l'Université des Langues d'Azerbaïdjan. 
Les étudiants bénéficient de programmes d'études axés sur la recherche en philologie, enseignement des langues étrangères, journalisme, traduction et interprétation, relations internationales et études régionales.

## Départements
- Département des Relations Internationales[3]
- Département des Sciences
- Département de l'éducation
- Département des relations publiques
- Département financier
- Département des Relations internationales

Le département vise à élargir les relations internationales de l'Université des Langues d'Azerbaïdjan, ainsi que d'organiser le développement efficace de sa coopération avec un certain nombre d'établissements d'enseignement prestigieux du monde en aidant son intégration dans le système éducatif international.

### Activités du département des Relations internationales
- Réalisation de la stratégie d'internationalisation et élaboration d'un plan d'action ;
- Signature, développement et évaluation d'accords avec des universités partenaires internationales ;
- Augmentation et gestion des opportunités créées pour les étudiants dans le cadre du partenariat international ;
- Développement et gestion de la mobilité des étudiants, des membres du personnel et des chercheurs par le biais d'accords bilatéraux de mobilité universitaire, de divers programmes de mobilité tels que Erasmus Mundus, TEMPUS, Erasmus + ;
- Organisation de conférences internationales, de séminaires et d'autres événements ;
- Travailler avec des citoyens étrangers et établir des relations de coopération mutuelle ;
- Mise en œuvre de projets pour le développement du système éducatif.

À la suite des changements structurels visant à l'augmentation du niveau du processus éducatif et de la formation de spécialistes dans différentes spécialités à l'ULA, les centres suivants ont été créés au Département :
- Centre américain
- Centre de recherche indonésien
- Centre de recherche d'Israël et du Proche-Orient
- Centre pour la langue et la culture indienne
- Centre autrichien
- Centre d'Information sur la France
- Centre du Japon
- Centre de langue italienne
- Centre Universitaire de la Francophonie
- Salle de lecture allemande
- Centre culturel coréen
- Centre de langue espagnole
- Centre scandinave
- Institut Confucius

### Centre d'Information sur la France
Le Centre d’Information sur la France a été créé en 1998 avec l’aide de l’ambassade de France en Azerbaïdjan et de l’Université des Langues d’Azerbaïdjan. L’objectif principal de ce Centre a été d’assurer les étudiants et les professeurs par les livres et des fournitures sur la France. À ce moment le Centre dispose 2 209 livres, journaux et de magazines de différents noms. Il y a 145 membres. Parmi les membres, il y a aussi des enseignants et des étudiants d’autres universités. Ils peuvent utiliser le fonds de ressources du centre et le fonds de bibliothèque du Lycée français de Bakou (selon l’accord). 
Les nouveaux livres et magazines sont apportés au Centre avec le soutien de l’ambassade de France en Azerbaïdjan. Les membres peuvent emprunter gratuitement les livres pour un mois. L’utilisation du centre est gratuite.
Les documents suivants sont requis pour rejoindre le Centre :
- Une photocopie de la carte d’identité
- Une photocopie de la carte d’étudiant (pour les étudiants); une photocopie du badge d’employé.
- Deux photos d’identité 3 × 4

### Fonctions du Centre d’Information sur la France
Le Centre d’Information sur la France met en œuvre les tâches suivantes :
- Organisation des réunions de la délégation française et des responsables de l’université ;
- Inscription des membres du Centre et aider les à utiliser les ressources ;
- Prêter des ressources aux lecteurs du Centre ;
- Diriger les étudiants et les membres pour étudier en France et organisation des rencontres d’étudiants avec des responsables interuniversitaires de l’Ambassade de France ;
- Obtenir des informations sur les projets et programmes internationaux, apprendre les conditions requises pour participer à ces projets, informer les membres et les étudiants francophones ;
- Mise en œuvre du protocole d’accord signé dans le domaine de la science et de l’éducation ;
- Organisation de la coopération du Centre avec des établissements d’enseignement étrangers ;
- Organisation et mise en place d’événements internationaux ;
- Organisation et mise en place de l’adoption de représentants étrangers en France ;
- Préparation d’informations sur les perspectives de coopération dans le domaine de science et d’éducation, des programmes d’enseignement et de recherche scientifique de l’Université avec les établissements d’enseignement en France, organisation d’accords de coopération ;
- Organisation de la rencontre des étudiants avec les représentants de l’ambassade de France en Azerbaïdjan, tenir des conversations avec leur présence ;
- Organisation d’événements culturels pour renforcer les relations culturelles entre l’Azerbaïdjan et la France ;
- Organisation des présentations sur la science et l’éducation avec la participation des enseignants et du personnel de l’ambassade de France en Azerbaïdjan ;
- Organiser des séminaires littéraires et scientifiques sur la France ;
- Organisation de projections de films ;
- Donner les informations sur la coopération entre l’Université et d’autres institutions éducatives dans le domaine de la science et de l’éducation ;
- Préparation des rapports annuels sur les activités du Centre d’Information sur la France ;
- Acquisition des informations nécessaires des Départements et facultés pour la coopération internationale ;
- Répondre rapide aux lettres et aux demandes électroniques ;
- Informer l’Ambassade de France en Azerbaïdjan et l’Université des Langues d’Azerbaïdjan sur les événements organisée au Centre et le fonds de ressources ;
- Implication des étudiants francophones de l’Université et des membres lors de plusieurs événements organisés à l’Institut français en Azerbaïdjan au cours de l’année[6].

## Personnalités liées à l'université

### Étudiants
- Nurida Gadirova Ateshi, chercheuse en archéologie